# Cestovní šek

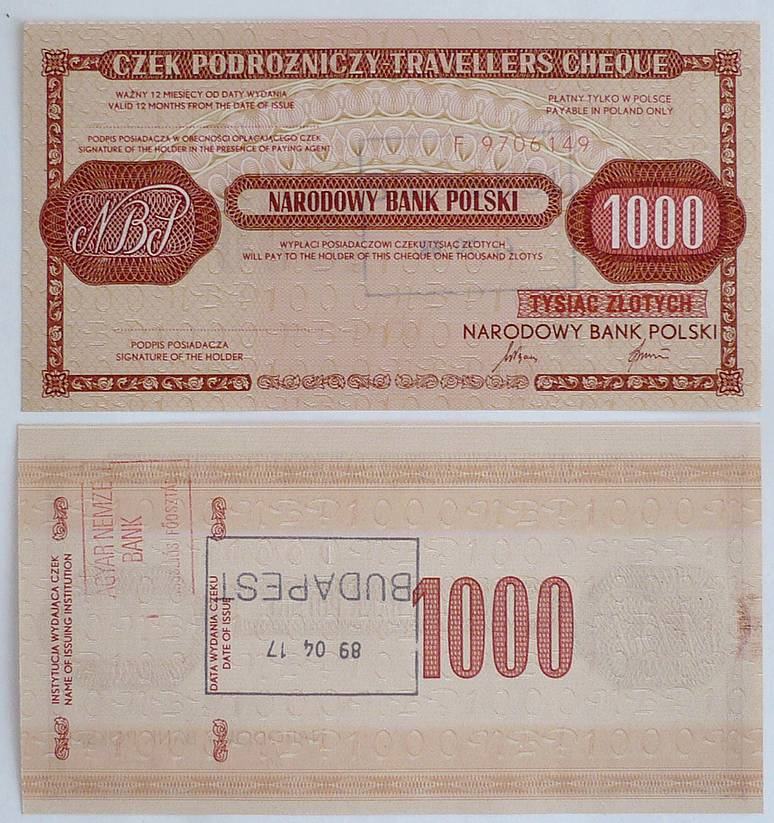
Cestovní šek Polské národní banky z roku 1989 prodávaný v Maďarsku

Cestovní šek je cenný papír a platební prostředek, který má předtištěnou nominální hodnotu. Nelze jej zařadit ke klasickým šekům, neboť byl vytvořen jako platební prostředek využívaný na cestách do zahraničí. I přes jejich dlouholetou tradici, hlavně v západních zemích, došlo k prudkému poklesu jejich využití. V současné době se v České republice již nevydávají. Cestovní šeky se pořizují oproti finanční protihodnotě, jsou tedy zcela uhrazeny ještě před jejich proplacením.

## Charakteristika
Zavádějící je samotný název, který je pravděpodobně odvozen z anglického „travelers cheques“, kde měly šeky při jejich zavedení zde již dlouholetou tradici. Dle dostupných informací již cestovní šeky v českých korunách v České republice zakoupit nelze. Dostupné jsou pouze cestovní šeky znějící na cizí měnu, nejčastěji v hlavních světových měnách (GBP, USD, EUR, CHF).
Cestovní šeky vydávají významné světové banky a finanční společnosti – VISA, Thomas Cook, American Express. První byl vydán v roce 1891 společností American Express. V České republice je lze zakoupit v bankách, nebankovních úvěrových organizací či u specializovaných společností, např. ve směnárnách či cestovní agenturách.

## Právní úprava
Cestovní šek není šekem ve smyslu zákona směnečného a šekového, jako cenný papír ho zmiňoval obchodní zákoník (zákon č. 513/1991 Sb.), který ale pozbyl své platnosti v roce 2014. Aktuálně pojednává o podobných cenných papírech a listinách zákon směnečný a šekový (zákon č. 191/1950 Sb.), který však upravuje pouze šeky obecně, nikoliv konkrétně cestovní šeky. Cestovní šek zmiňuje nekonkrétně jen zákoník práce (zákon č. 262/2006 Sb.) a trestní zákoník (zákon č. 40/2009 Sb.). Kvůli strohé právní úpravě bylo již dříve doporučováno hlídat si obchodní podmínky emitentů.

## Využití
Nejčastější je využití jako platební prostředek v zahraničí, který zaručuje relativně vysokou bezpečnost a nahrazuje platební či kreditní karty. Cestovní šeky však lze ale využít i např. k poskytování záloh zaměstnavatelem na zahraničních pracovních cestách jeho zaměstnanců nebo bezpečné dopravení peněžních prostředků z cizí země. Jde o plně kryté, tzv. vyplacené cestovní šeky.

## Výhody cestovních šeků
- Omezuje se zneužití při krádežích šeků – finanční společnosti refundují ukradené šeky na základě údajů o prodeji.
- Nakupují se kurzem deviza prodej – výhodnější kurz než při prodeji bankovek.
- V zemích, kde neplatí měna šeku je lze směnit za místní měnu kurzem deviza nákup – výhodnější kurz než při směně bankovek.
- V zemích, kde platí měna šeku jimi lze přímo platit většinu hotovostních transakcí.
- Za platbu šekem si obchodníci nestrhávají devizy nebo je jen velmi nízká
- Při placení nižší částky než je hodnota šeku obchodník vrací v hotovosti

## Nevýhody cestovních šeků
- Vysoké výrobní náklady
- Ekologická zátěž
- Šek musí být předám z ruky do ruky či poslán poštou
- Mnoho dostupných alternativ (debetní karty, kreditní karty, mobilní platby, online banking, cash-back)
- Ubývá jejich popularita a nejsou všude akceptovány

## Princip použití
Při nákupu šeku se majitel podepíše a vytvoří první podpis šeku, tzv. podpisový vzor. Při použití šeku se musí oprávněný majitel podepsat znovu a druhý podpis se porovná s prvním. Při proplácení v hotovosti pak kontroluji banky totožnost klienta.
Vystavuje jej banka nebo cestovní kancelář jako závazek výstavce šek proplatit. Při nákupu majitel šek podepíše. V zahraničí majitel šeku požádá banku o výplatu šeku a podpisem potvrdí příjem částky. Banka ověří oba podpisy. Šek chrání před riziky převážení peněz v hotovosti.